# San Francisco 49ers 1979
La stagione 1980 dei San Francisco 49ers è stata la 30ª della franchigia nella National Football League, la prima sotto la guida dell'allenatore Bill Walsh e l'ultima della carriera di O.J. Simpson.
I 49ers del 1979 sono l'unica squadra della storia della NFL ad avere perso 12 partite in cui erano stati in vantaggio in un qualche momento della gara.

## Partite

### Stagione regolare
| Turno | Data       | Avversario             | Risultato | Pubblico |
| ----- | ---------- | ---------------------- | --------- | -------- |
| 1     | 2/9/1979   | at Minnesota Vikings   | S 28–22   | 46,539   |
| 2     | 9/9/1979   | Dallas Cowboys         | S 21–13   | 56,728   |
| 3     | 16/9/1979  | at Los Angeles Rams    | S 27–24   | 44,303   |
| 4     | 23/9/1979  | New Orleans Saints     | S 30–21   | 39,727   |
| 5     | 30/9/1979  | at San Diego Chargers  | S 31–9    | 50,893   |
| 6     | 7/10/1979  | Seattle Seahawks       | S 35–24   | 44,592   |
| 7     | 14/10/1979 | at New York Giants     | S 32–16   | 70,352   |
| 8     | 21/10/1979 | Atlanta Falcons        | V 20–15   | 33,952   |
| 9     | 28/10/1979 | Chicago Bears          | S 28–27   | 42,773   |
| 10    | 4/11/1979  | at Oakland Raiders     | S 23–10   | 52,764   |
| 11    | 11/11/1979 | at New Orleans Saints  | S 31–20   | 65,551   |
| 12    | 18/11/1979 | Denver Broncos         | S 38–28   | 42,910   |
| 13    | 25/11/1979 | Los Angeles Rams       | S 26–20   | 49,282   |
| 14    | 2/12/1979  | at St. Louis Cardinals | S 13–10   | 41,593   |
| 15    | 9/12/1979  | Tampa Bay Buccaneers   | V 23–7    | 44,506   |
| 16    | 16/12/1979 | at Atlanta Falcons     | S 31–21   | 37,211   |